# Sveinung Aanonsen
Sveinung Aanonsen (Rauland, 24 dicembre 1854 – Borre, 26 novembre 1919) è stato un pittore e scultore norvegese.

## Biografia
Dopo essere stato allievo di Brynjulf Larsen Bergslien e, a Monaco, di Anton Seitz, tornò ad Oslo, dove si affermò come pittore di genere e di ritratti.